# FZD4
Frizzled-4 (FZ-4, CD344) — мембранный белок из семейства рецепторов, сопряжённых с G-белком. Продукт гена человека FZD4. Относится к группе рецепторов Frizzled.

## Функции
Мембранный белок FZ-4 относится к семейству Frizzled суперсемейства рецепторов, сопряжённых с G-белком. Белки Frizzled являются рецепторами белков сигнального пути Wnt и связаны с каноническим сигнальным путём бета-катенина. FZ-4 является единственным представителем группы Frizzled, который связывается с лигандом Norrin. У позвоночных животных FZ-4-опосредованный сигнальный путь, активируемый белками Wnt и Norrin, особенно критичен для развития сосудов сетчатки.

## Структура
Белок состоит из 501 аминокислоты, содержит внеклеточный домен, 7 трансмембранных фрагментов и цитоплазматический домен. Внеклеточный домен имеет два участка N-гликозилирования и 5 внутримолекулярных дисульфидных связей

## Тканевая специфичность
Присутствует практически во всех тканях. Высокая экспрессия белка — в сердце, скелетных мышцах, яичниках и фетальных почках. Средний уровень экспрессии найден в печени, почках, поджелудочной железе, селезёнке, фетальных лёгких; низкий уровень — в плаценте, взрослых лёгких, предстательной железе, яичках, толстом кишечнике, фетальном мозге и печени.